# Kręgi lędźwiowe
Kręgi lędźwiowe (łac. vertebrae lumbales, skrót: L) – kręgi w lędźwiowym odcinku kręgosłupa. U człowieka jest ich 5 (L1–L5), u koni, bydła, jelenia szlachetnego (Cervus elaphus) i kozy 6, u owcy i świni 6–7, natomiast u psa i kota 7. Trzony kręgów lędźwiowych są stosunkowo długie, o spłaszczonych głowach i dołach. Wyrostki poprzeczne przypominają tu cienkie blaszki określane jako wyrostki żebrowe. Na wyrostkach stawowych doczaszkowych obecne są wyrostki suteczkowate. U ptaków kręgi lędźwiowe są zrośnięte i wchodzą w część synsakrum.

## Galeria

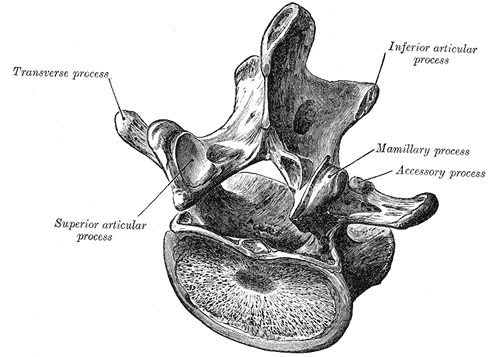
Kręg lędźwiowy człowieka
Kręgi lędźwiowe człowieka
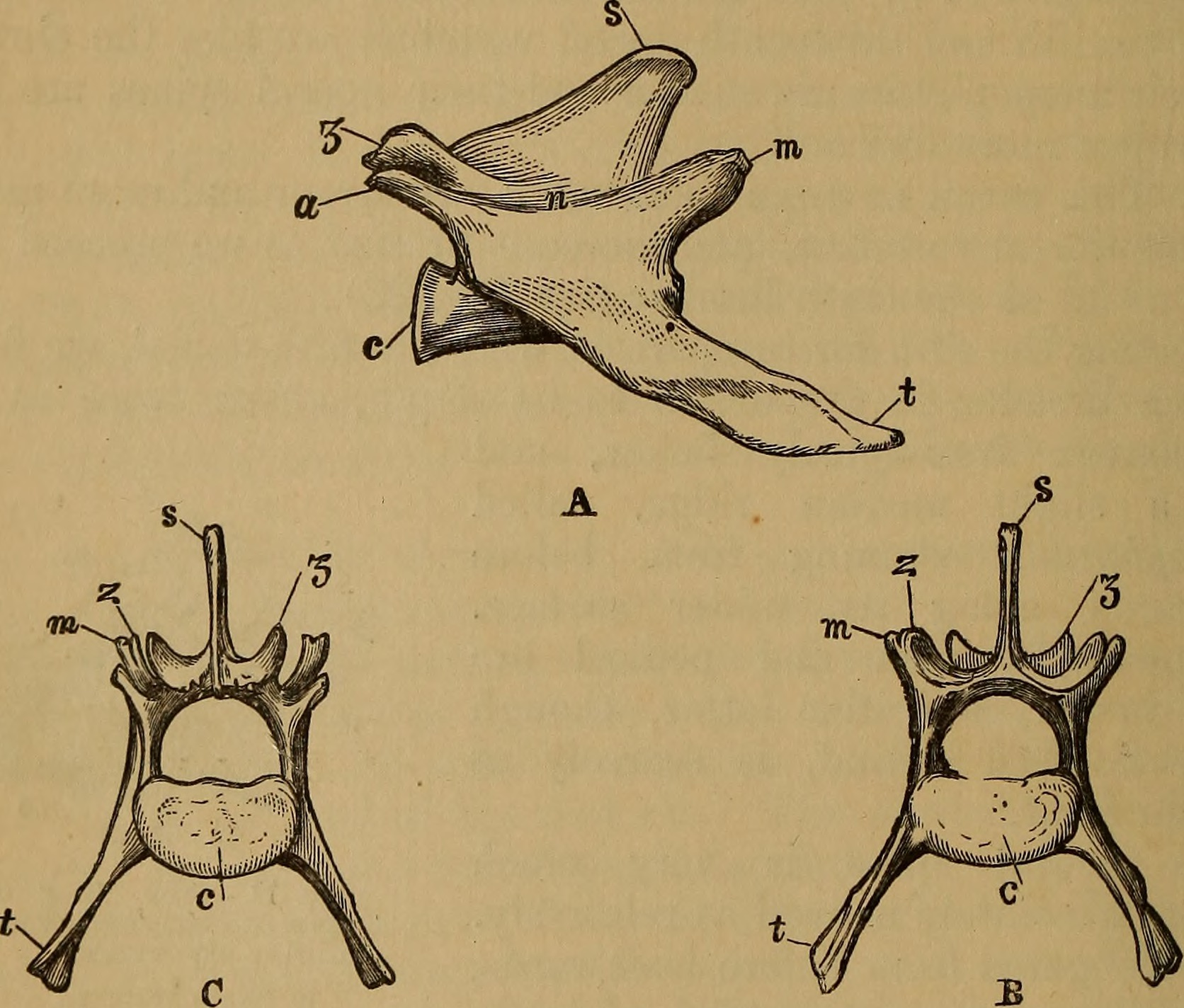
Kręg lędźwiowy kota
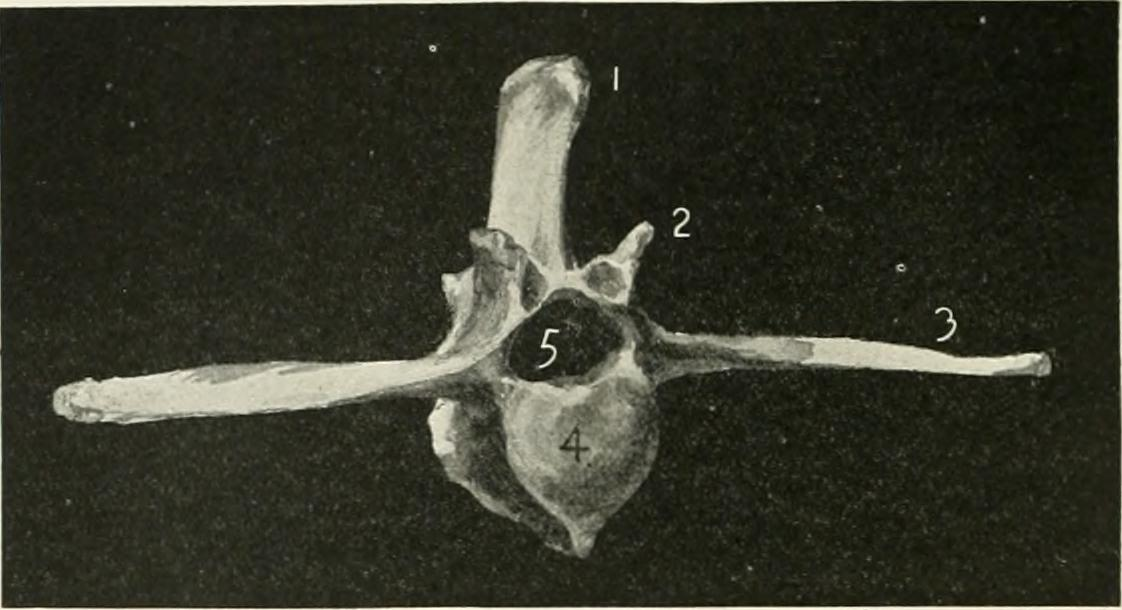
Kręg lędźwiowy konia
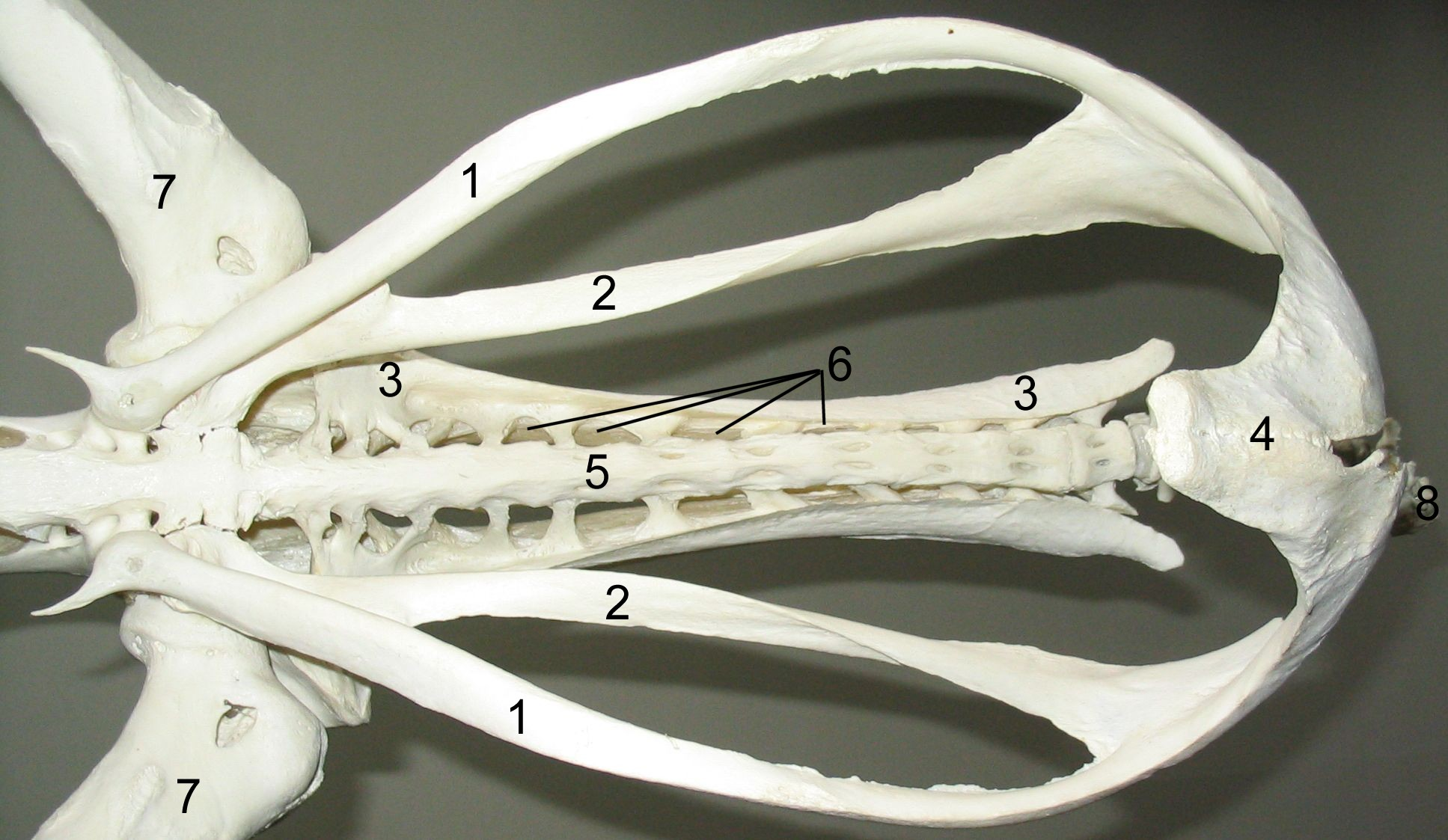
Synsakrum strusia (5), którego częścią są kręgi lędźwiowe